# 반경쟁적 저해
반경쟁적 저해 (uncompetitive inhibition) 또는 불경쟁적 저해 또는 비경쟁적 저해 또는 무경쟁적 저해에서, 억제제는 기질-효소 복합체에만 결합한다. 이러한 유형의 억제는 Vmax를 감소시키고 (활성화된 복합체를 제거함으로써 최대 속도가 감소함) Km을 감소시킨다. 이는 르 샤틀리에의 원리(Le Chatelier's principle) 및 ES 복합체의 효과적인 제거로 인한 결합 효율의 개선으로 인해 Km이 감소한다. (더 높은 결합 친화도를 나타낸다).

## 같이 보기
- 효소
- 효소 억제제
- 경쟁적 저해 (competitive inhibition)
- 무경쟁적 저해 (non-competitive inhibition)